# Ruta Estatal de California 281
La Ruta Estatal de California 281, abreviada SR 281 (en inglés: California State Route 281) es una carretera estatal estadounidense ubicada en el estado de California. La carretera inicia en el Oeste desde la Clear Lake en sentido Este hasta finalizar en la SR 29     cerca de Glenview. La carretera tiene una longitud de 4,8 km (3 mi).

## Mantenimiento
Al igual que las autopistas interestatales, y las rutas federales y el resto de carreteras estatales, la Ruta Estatal de California 281 es administrada y mantenida por el Departamento de Transporte de California por sus siglas en inglés Caltrans.